# Bazylika św. Piotra i Aleksandra w Aschaffenburgu
Stiftskirche St. Peter und Alexander (pl. Kolegiata św. Piotra i Aleksandra) – najstarszy kościół w Aschaffenburgu. Otton Szwabski zezwolił w X wieku na wybudowanie tutaj pierwszej świątyni na planie czterokąta. Zalążek bazyliki powstał jako romańska bazylika, natomiast następne części budynku zbudowane zostały w stylu wczesnogotyckim. Świątynia znajduje się w posiadaniu licznych dzieł sztuki, których część wystawiona jest w Stiftsmuseum der Stadt Aschaffenburg. Od 1958 roku kościół nosi tytuł bazyliki mniejszej.

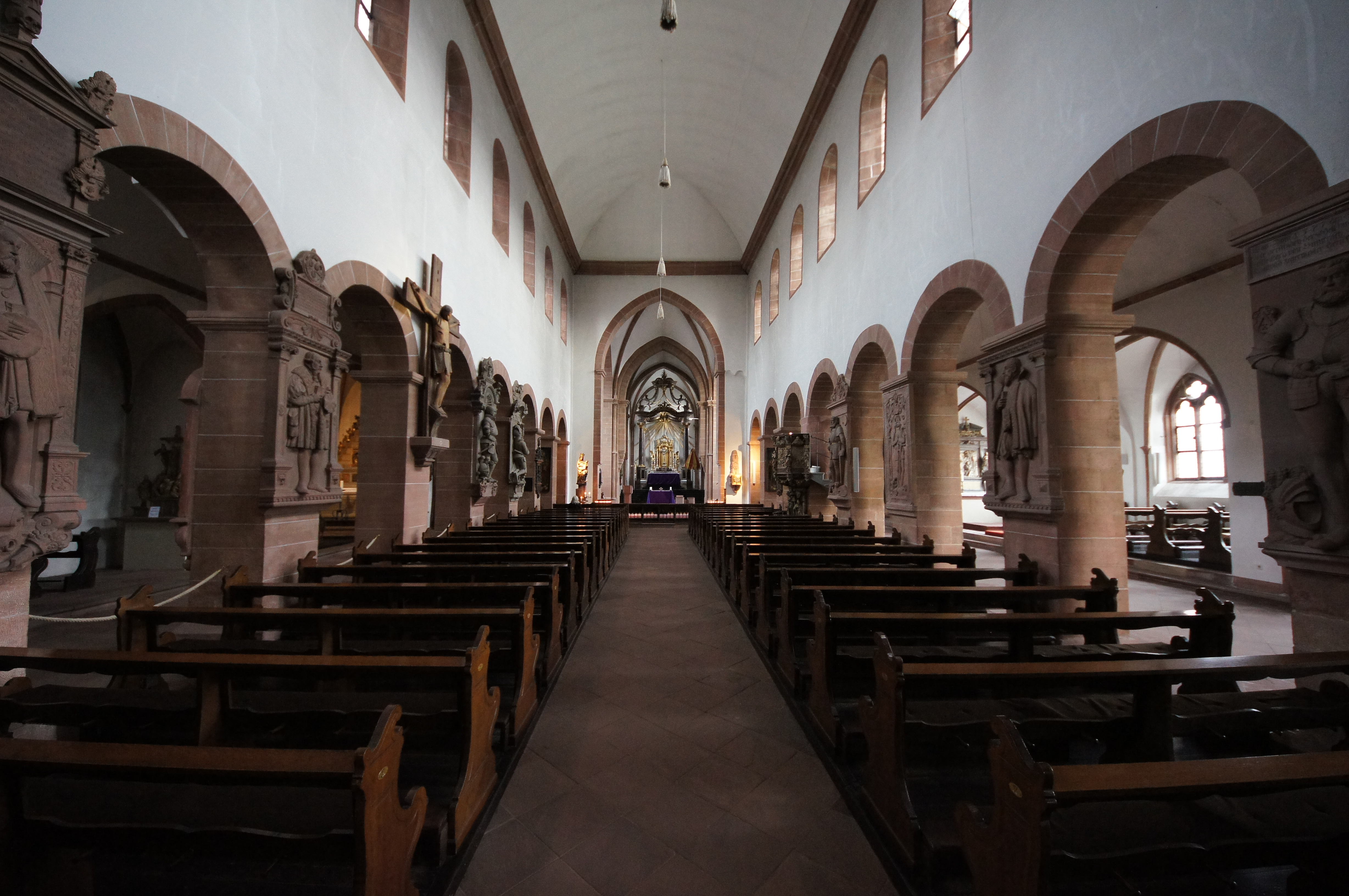
Wnętrze

## Historia
Inicjatywa budowy świątyni świętych Piotra i Aleksandra została wskrzeszona w 950 roku przez księcia Ludolfa, syna cesarza Otto I, oraz jego żonę Idę Szwabską, córkę księcia Hermana I Szwabskiego (Hermann I von Schwaben), którzy najprawdopodobniej w 954 roku prowadzili rozmowy w tej sprawie z cesarzem. Kolegiata została jednak ufundowana dopiero przez ich syna Ottona, księcia Szwabskiego, w 974 roku. Prace budowlane rozpoczęto rok później.
Wraz z przekazaniem Aschaffenburga mogunckiemu arcybiskupowi-elektorowi przez księcia Ottona (982 rok) również kolegiata przeszła pod zwierzchnictwo arcybiskupa Willigisa. Wraz ze wzrostem Aschaffenburga (prawa miejskie od 1161 roku) do rangi drugiej siedziby Elektoratu Moguncji, a następnie do rangi stolicy administracyjnej miasto związało się ściśle z kapitułą katedralną Moguncji. Proces ten następował w kilku fazach. Zwyczajem było, iż arcybiskupi Moguncji stawali się automatycznie proboszczami kolegiaty aschaffenburskiej.
Kościół kolegialny zyskiwał szybko na znaczeniu, jak można wnioskować z dokumentów dotyczących kolegialnego majątku, które wystawione zostały w 1184 roku przez papieża Lucjusza III. Kolegiata należała do największych właścicieli na terenie miasta, gdyż do niej należały liczne dobra ziemskie, winnice oraz młyny. W szczytowym punkcie rozwoju kolegiatę zamieszkiwało 28 kanoników oraz działało w przy niej 39 kurii. W roku 1304 doszło do buntu mieszczaństwa Aschaffenburga przeciwko swobodom kolegiaty. Zamieszki zostały jednak stłumione, a kolegiata mogła dalej rozbudowywać swoje przywileje z pomocą cesarza Karola IV.

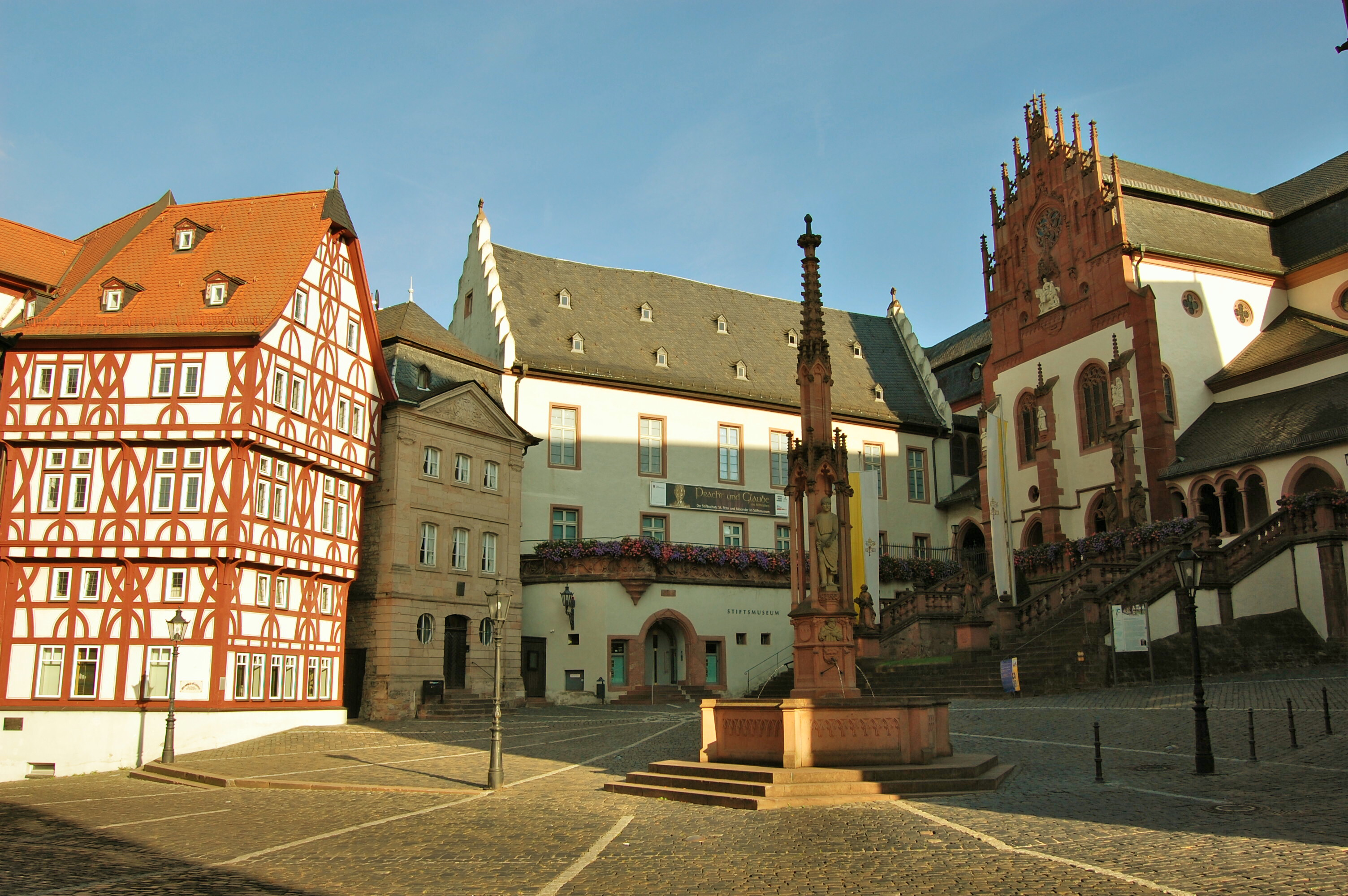
Widok Bazyliki i Muzeum Kościelnego

W czasie reformacji arcybiskup Albrecht Hohenzollern przeniósł swoją rezydencję z Halle (Saale) do Aschaffenburga, ponieważ kolegiata była częściowo jego własnością. Wraz z rozwiązaniem Elektoratu Moguncji (1801), także kolegiata aschaffenburska rok później została rozwiązana decyzją ostatniego arcybiskupa oraz wielkiego księcia frankfurckiego Karola von Dalberga. Wtedy to kościół kolegialny stał się miejskim kościołem parafialnym, a cały jego majątek przekazany został na rzecz Uniwersytetu w Moguncji. Podczas Kongresu Wiedeńskiego (1814 rok) majątek Ogólnego Funduszu Szkolnego Aschaffenburga przeszedł na własność państwa Bawarii. Od 1861 roku w domu kapitularnym znajduje się Muzeum Kościelne Miasta Aschaffenburg. W 1952 roku obiekt ponownie przekazany został w ręce miejscowego probostwa. Papież Pius XII w 1958 roku podniósł ów kościół do rangi papieskiej bazyliki mniejszej.

## Architektura
Kolegiata aschaffenburska nie góruje na miastem jedynie symbolicznie. Znajduje się ona bowiem na jednym ze wzgórzy i dzięki temu jest widoczna z wielu miejsc Aschaffenburga. Pod względem architektonicznym świątynia zawiera w sobie liczne elementy reprezentujące różne style architektoniczne – od czasów Ottonów, przedromańskich po XVII wiek włącznie. Duża część obecnie istniejącej świątyni pochodzi z XII i XIII wieku. Do całego założenia należy także pochodzący z XIII wieku romański krużganek w kształcie litery „U” otaczający kościół oraz pobliski budynek – siedziba muzeum. Wspomniany krużganek z 64 kapitelami został wybudowany w latach 1240-1245, kiedy to kolegiata była duchowym centrum regionu.
Najstarszą częścią obecnego kościoła jest nawa główna z romańskimi arkadami z XII wieku, które podtrzymują wysokie ściany boczne oraz okna budowli. Główne wejście do obiektu jest w wieży od strony zachodniej, w której to znajduje się ozdobny portal z około 1220 roku, a nad nim półkolisty tympanon z przedstawieniem Chrystusa na tronie jako władcy świata. U jego boku przedstawiono świętych Piotra i Aleksandra. Przy wejściu do obiektu znajduje się szesnaście późnoromańskich kolumn, które prawdopodobnie stanowią pozostałość po „poprzedniku” obecnego zamku Johannisburg. Ta kolumnowa hala podtrzymuje emporę z organami. Pozostała część kościoła pochodzi z XIII wieku i utrzymana jest w stylu gotyckim.
Kolegiata doznała znacznych uszkodzeń w wyniku nalotów bombowych oraz ostrzału Aschaffenburga przez artylerię podczas II wojny światowej. Odbudowa budynku rozpoczęła się w 1946 roku i dzięki temu już w 1947 roku w nawie głównej mogły odbywać się nabożeństwa. Praca nad odnową samego kościoła oraz zgromadzonych w nim zabytków sztuki, które nie uległy całkowitemu zniszczeniu (ołtarze boczne, chór), były prowadzone systematycznie w następnych latach. W 1955 roku ponownie z wieży kościelnej rozbrzmiewały dzwony. W 1957 roku odbudowa świątyni została oficjalnie zakończona. W 1981 roku poświęcono nowy ołtarz główny wykonany przez rzeźbiarza Maxa Webera.

## Wyposażenie wnętrz

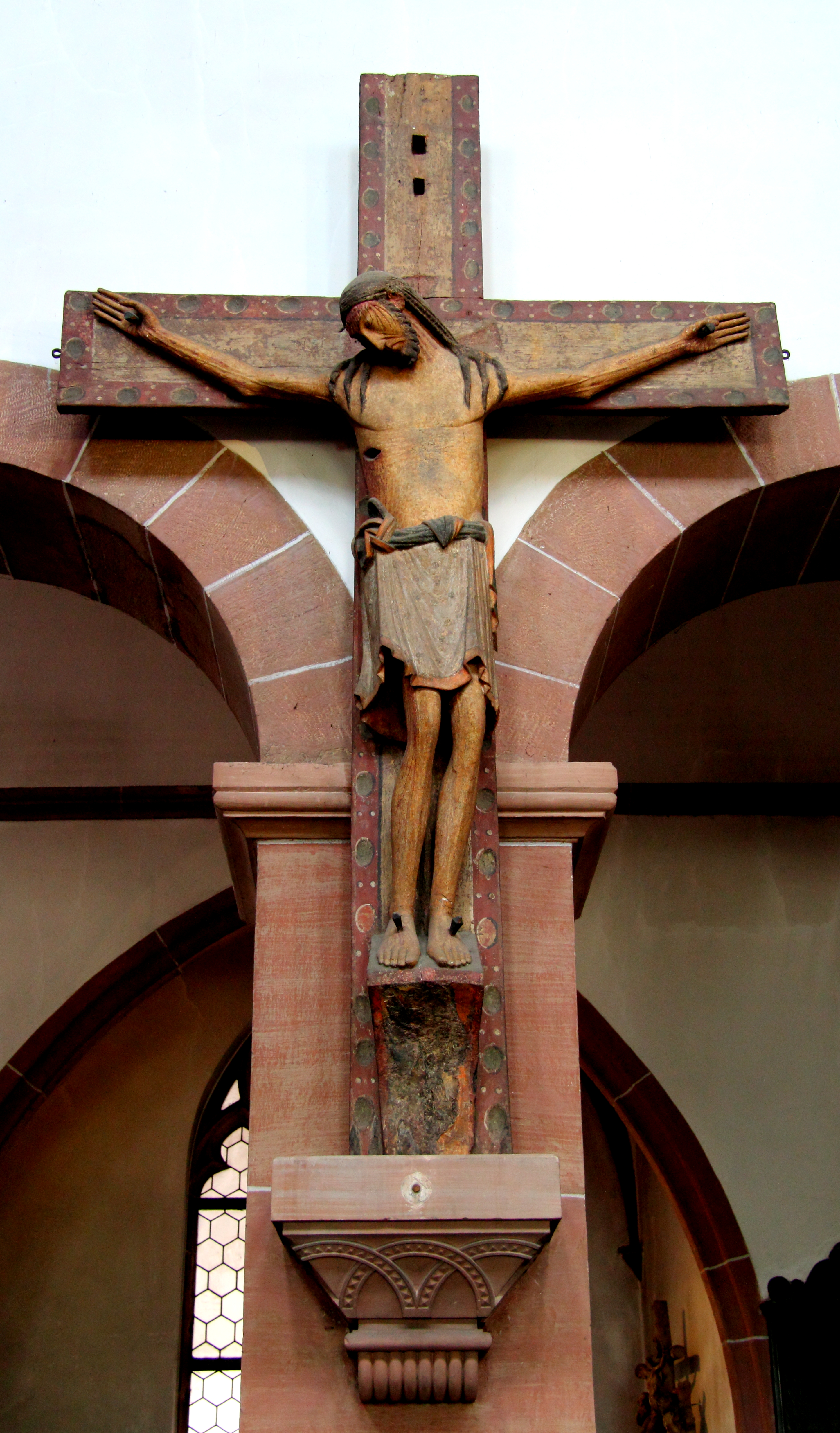
Aschaffenburski krzyż triumfalny

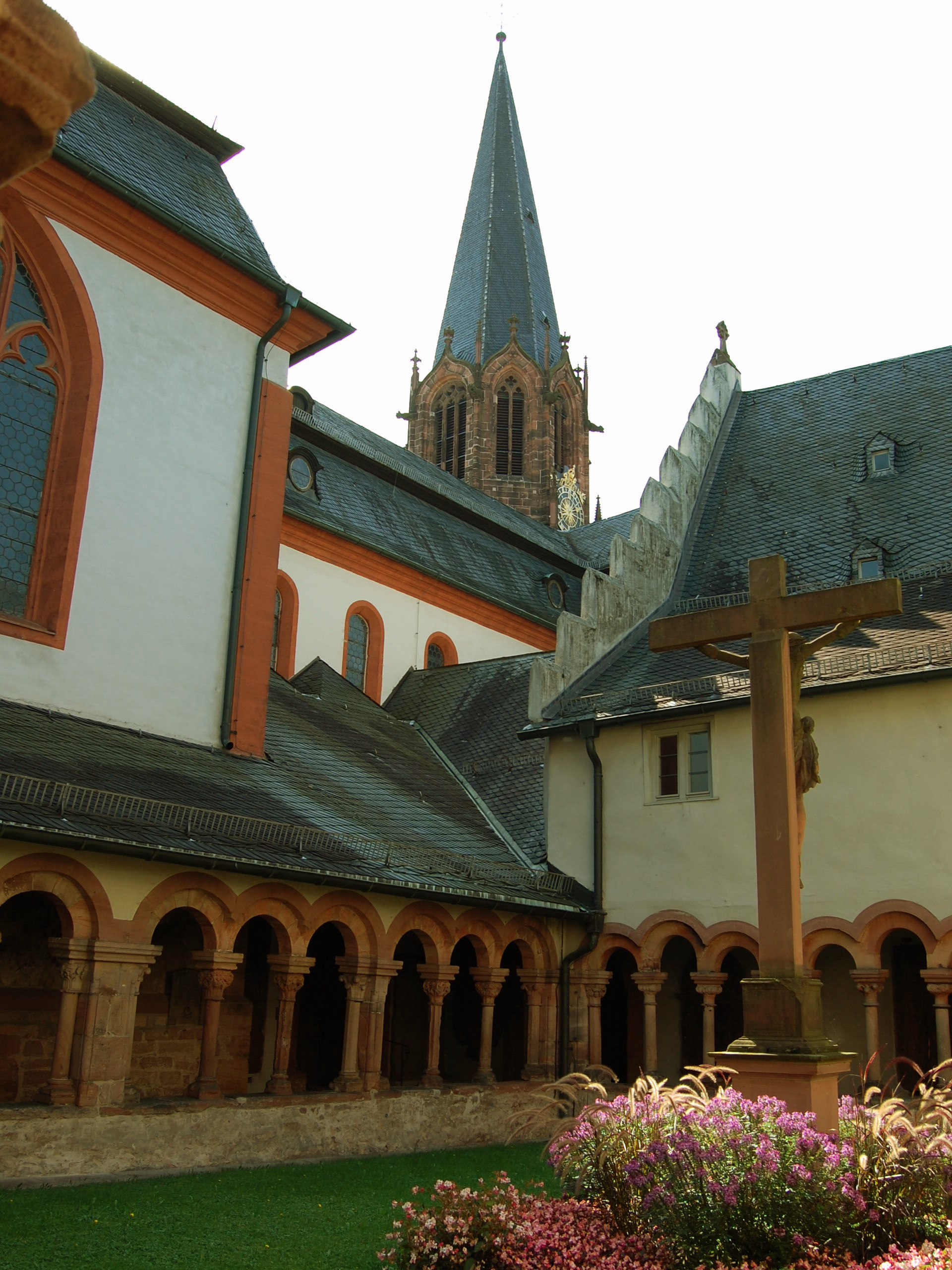
Dziedziniec wewnętrzny

Bazylika mniejsza dzięki zachowanemu wyposażeniu zaliczana jest do najbardziej znaczących budowli sakralnych regionu. Szczególnie warte wymienienia są:
- nadnaturalnej wielkości Aschaffenburger Triumphkreuz (Aschaffenburski krzyż triumfalny) z X wieku. Krzyż ten zawieszony jest na środku północnej części nawy głównej,
- wczesnobarokowa kazalnica autorstwa Hansa Junckera z roku 1602, którą zalicza się do znaczących dzieł sztuki niemieckiego oświecenia,
- sarkofagi królowej Luitgardy, jej córki, a także księcia Ottona. Nad nimi znajdują się liczne herby,
- trzy epitafia z brązu autorstwa m.in. Petera Vischera starszego z Norymbergi,
- chrzcielnica Konrada von Mosbacha z 1487 roku z kolorowymi reliefami przedstawiającymi anioły niosące instrumenty muzyczne, książkę (Biblię?), kalendarz oraz herb arcybiskupa Bertholda von Hennenberga. Na południowej ścianie znajduje się przedstawienie „Pokłonu Trzech Króli” (1577 rok) autorstwa Isaaca Kieninnga ze Spiry,
- na zamówienie kolegiaty powstało „Opłakiwanie Chrystusa” (około 1525 roku) autorstwa Matthiasa Grünewalda, który od 1516 roku stworzył cykl dzieł dla świątyni, obecnie znajdujących się w Starej Pinakotece w Monachium,
- Kaplica Matki Boskiej Śnieżnej z kopią obrazu autorstwa Christiana Schada Matthiasa Grünewalda pod tytułem „Madonna”.

W kościele znajdują się również liczne ołtarze boczne i epitafia umieszczone na kolumnach oraz ścianach obiektu. Wartymi uwagi są tutejsze krzyże, piety oraz obrazy, m.in. Lucasa Cranacha.

### Organy
Odlane w 1984 roku organy są autorstwa Johannesa Klaisa z Bonn. Mają one 9 metrów wysokości oraz 3 700 piszczałek.

### Dzwony
Najstarszy dzwon pochodzi z XIV wieku (dzwon „Gloriosa”), najmłodsze natomiast z 2005 roku (dzwony: „Allerseelen”, „Sankt Andreas und Allerheiligen”, „Sankt Jacobus und Johannes”). Najcięższym ze wszystkich 10 dzwonów tu się znajdujących jest „Sankt Peter und Alexander” o wadze 2800 kg. Najlżejszy jest natomiast „Allerseelen” o masie 72 kg.